# Plebejus cartujana
Plebejus cartujana är en fjärilsart som beskrevs av Ramon Agenjo Cecilia 1956. Plebejus cartujana ingår i släktet Plebejus och familjen juvelvingar. Inga underarter finns listade i Catalogue of Life.